# 1786
Cette page concerne l'année 1786  du calendrier grégorien. Pour l'année 1786 av. J.-C., voir 1786 av. J.-C.
L'année 1786 est une année commune qui commence un dimanche.

## Événements
- 24 février : l'expédition de La Pérouse atteint le Chili[1].

- 12 mars : Agha Mohammad Shah établit sa capitale à Téhéran[2]. La dynastie Kadjar s'oppose au dernier Zand Lotf Ali Khan en Iran jusqu'en 1794.

- 9 avril : l'expédition de La Pérouse fait escale à l'île de Pâques[1].

- 6 juin : l’Academia Cientifica de Rio de Janeiro devient la Sociedade Literaria (1786-1795)[3]. Elle se préoccupe de science et de technique, propage la culture de l’indigo et de la cochenille, introduit de nouveaux procédés de fabrication industrielle et fait une critique de la colonisation en s’inspirant de Raynal, Rousseau et Mably.
- 13 juin : création de l'audiencia de Caracas[4].
- 23 juin : l'expédition de La Pérouse atteint l'Alaska au mont Saint Elias, puis découvre le « Port des Français » (aujourd'hui baie Lituya)[5].

- 13 juillet : 21 marins de l'expédition de La Pérouse périssent noyés au port des Français[5].
- 19 juillet : fondation de Graaff-Reinet par les colons du Cap[6].

- 11 août, Malaisie : le sultan de Kedah, qui cherche de l’aide contre les Siamois, loue l’île de Penang à la Compagnie anglaise des Indes orientales, qui en fait un port franc[7].
- 18 août : le gouvernement de George III du Royaume-Uni décide d’implanter une colonie pénitentiaire en Nouvelle-Galles du Sud (Australie)[8].
- 29 août : 
  - début de la révolte de Shays, soulèvement des fermiers à l’ouest du Massachusetts[9].
  - tremblements de terre à Saint-Domingue[10].

- 2 septembre : ouragan à la Barbade[11].
- 12 septembre : Charles Cornwallis prend son poste de gouverneur général des Indes à Calcutta[12].

- 4 décembre : 
  - Fondation de la mission Santa Barbara en Californie[13].
  - Réformes administratives au Mexique. Le roi Charles III d'Espagne nomme douze intendants pour gouverner la Nouvelle-Espagne à la place des alcades, mayores et corregidores[14]. Des tensions sociales naissent de la croissance économique et sociale et du mécontentement des classes moyennes lié aux réformes[15].

- Afrique des Grands Lacs : début du règne de Kyebambe III Nyamutukura, roi du Bounyoro (fin en 1835). Nyamutukura arrive au pouvoir après avoir expulsé son frère. Il répartit les provinces qui lui restent entre ses fils. Son long règne entraînera leur révolte et la sécession de plusieurs régions (Toro)[16].
- Éthiopie : Ras Ali (en), un chef oromo du clan Yédjou, de la famille des Ouarra-Cheik, gouverneur du Bégameder est nommé Bitouadded par l’Empereur Takla-Guiorguis[17]. Lui et ses descendants (Ali Gaz (en), Gougsa (en), Ras Imâm (en)…) assurent le pouvoir de 1781 à 1855, période dite des Masâfént (princes), ou temps des Juges, en référence avec la Bible[18].
- Chine : rébellion déclenchée par la secte des Huit Trigrammes au Shandong (fin en 1788)[19].

### Europe
- 11 février : édit réglementant les kermesses dans les États des Habsbourg[20].

- 10 mai : édit des processions. Joseph II interdit les processions et les pèlerinages dans ses États[20].
- Mai, Royaume-Uni : Pitt le Jeune place la caisse d’amortissement de la dette nationale sous le contrôle de commissaires indépendants[21].

- 25 juin : Francisco de Goya est nommé peintre du roi d'Espagne[22].
- 28 juin : publication d’une Banque des assignats en Russie[23].

- 2 août, Provinces-Unies : les patriotes prennent le pouvoir à Utrecht. À la suite de heurts à Utrecht, Amsterdam et Rotterdam, les patriotes néerlandais purgent les magistrats orangistes et des « tièdes » dans la plupart des grandes villes (été 1786-été 1787). Guillaume V d'Orange-Nassau se ressaisit grâce à l’argent britannique et reprend le contrôle des petites villes patriotes de Hatten et Elburg en Gueldre. En réponse, les États de Hollande lui retirent son commandement militaire sur les troupes provinciales (22 septembre)[24].

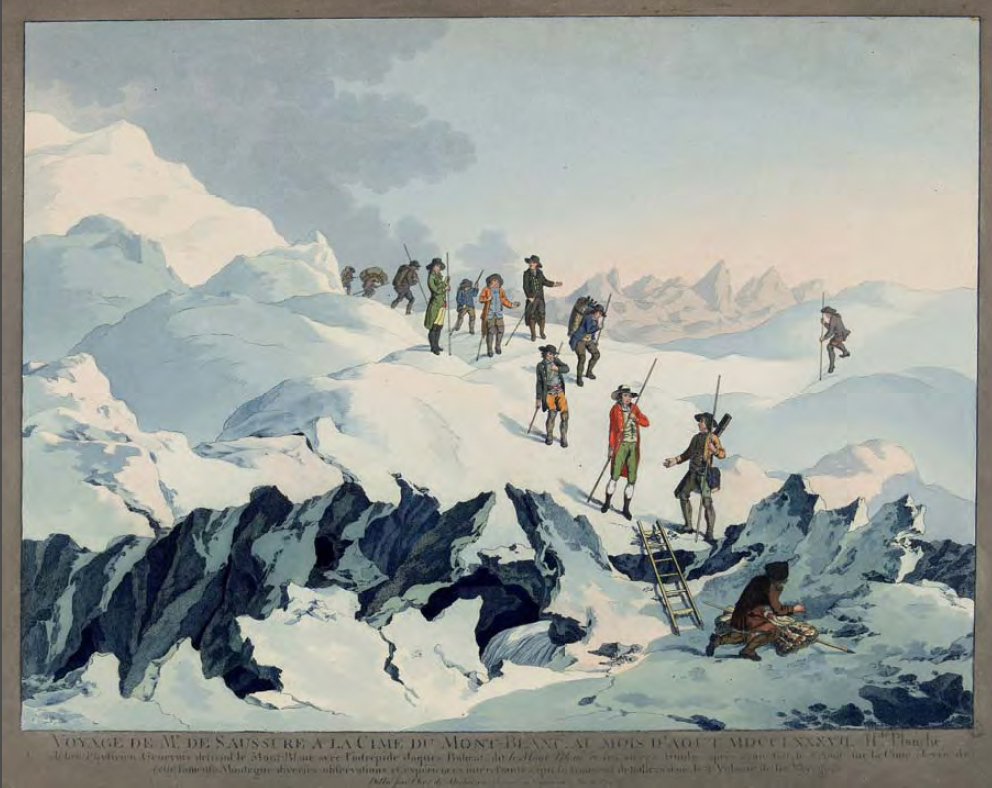
8 août : ascension du mont Blanc.

- 8 août : 1re ascension du mont Blanc par Jacques Balmat et le docteur Michel Paccard[25].
- 17 août : mort de Frédéric II de Prusse à Potsdam et début du règne de son neveu Frédéric-Guillaume II de Prusse (fin en 1797)[26].
- 18 août : Reykjavik, alors peuplée de 302 habitants, reçoit une charte de ville marchande de la couronne danoise[27].
- 26 septembre : traité Eden-Rayneval. Signature d'un traité de commerce et de navigation entre la France et la Grande-Bretagne (Du Pont de Nemours). Il ouvre la France aux marchandises britanniques[28].
- 1er novembre : publication de la première partie du code civil en Autriche[29]. Il prévoit que le mariage ne peut être célébré que par le clergé mais sous la forme d’un simple contrat civil, ce qui provoque la protestation des ecclésiastiques.

- Abolition du droit de possession de la Mesta en Espagne[30]. Les pâturages peuvent désormais être clos et cultivés.

## Naissances en 1786
- 1er janvier : Philippe-Jacques van Bree, peintre belge († 16 février 1871).
- 3 janvier : Friedrich Schneider, compositeur, organiste, pianiste, chef d’orchestre et pédagogue allemand († 23 novembre 1853).
- 15 janvier : Jean Alaux, peintre français († 2 mars 1864).
- 17 janvier : Ana María de Huarte y Muñiz, impératrice du Mexique († 19 mars 1861).
- 6 mars : Moïse Jacobber, peintre français d'origine allemande († 17 juillet 1863).

- 15 avril : Walerian Łukasiński, officier polonais († 27 janvier 1868).
- 19 avril : Félix-Louis de Narp, général de brigade français († 1844).
- 23 avril : Melchior Boisserée, artiste allemand († 14 mai 1851).
- 26 avril : Louis de Potter, journaliste, historien et homme d'État belge († 22 juillet 1859).

- 2 mai : Caroline Boissier-Butini, pianiste et compositrice suisse († 17 mars 1836).
- 8 mai : Jean-Marie Vianney, le saint curé d'Ars († 4 août 1859).

- 5 juin : Johann Carl Gottlieb Arning, homme politique allemand († 9 août 1862).
- 20 juin : Marceline Desbordes-Valmore, poétesse française († 23 juillet 1859).

- 28 juillet : José Ignacio Zenteno, militaire et homme plolitique chilien († 16 juillet 1847).

- 31 août : Eugène Chevreul, chimiste français († 9 avril 1889).

- 9 septembre : Rosalie Rendu, supérieure de la congrégation des Filles de la Charité († 7 février 1856).
- 11 septembre : Friedrich Kuhlau, compositeur germano-danois († 12 mars 1832).
- 12 septembre : Jean-Louis Tulou, flûtiste, compositeur et facteur de flûtes français († 24 juillet 1865).
- 28 septembre : Alexandre Rodenbach, industriel et homme politique belge († 17 août 1869).

- 8 octobre : Thomas Degeorge, peintre français († 21 novembre 1854).
- 15 octobre : Jean-Baptiste Vermay, peintre, scénographe et architecte français († 30 mars 1833).
- 17 octobre : François-Édouard Picot, peintre néoclassique français († 15 mars 1868).
- 25 octobre : Jean-Bruno Gassies, peintre français († 12 octobre 1832).

- 7 novembre : Francisco Andrevi, compositeur espagnol († 23 novembre 1853).
- 18 novembre :
  - Henry Rowley Bishop, compositeur anglais († 30 avril 1855).
  - Carl Maria von Weber, compositeur allemand de musique romantique († 5 juin 1826).
- 26 novembre : Estanislao López, caudillo et chef militaire espagnol puis argentin († 15 juin 1838).

- 13 décembre : Jean-Michel Mercier, peintre français († 1874).
- 16 décembre : Pierre Galin, musicien français († 31 août 1821).

- Date précise inconnue :
  - Diego de Araciel, compositeur né en Espagne († 1866).
  - Georgije Bakalović, peintre serbe († 13 avril 1843).
  - Martha Ann Honeywell, artiste américaine handicapée († 1856).
  - Kim Jeong-hui, calligraphe et homme politique coréen de la dynastie de Joseon († 1856).
  - Eugénie Servières, peintre française († 20 mars 1855).
  - José Joaquín Vicuña, militaire et homme politique chilien († 1857).

## Décès en 1786
- 4 janvier : Moses Mendelssohn, philosophe, à Berlin (° 6 septembre 1729).
- 6 janvier : Pierre Poivre, agronome et botaniste français (° 23 août 1719).
- 12 janvier : Claude-Henri Watelet, artiste et homme de lettres français (° 28 août 1718).

- 23 avril : Alexander Cozens, peintre aquarelliste britannique (° 1717).

- 4 mai : Johann Kaspar Füssli, peintre entomologiste et libraire suisse (° 9 mars 1743).
- 21 mai : Carl Wilhelm Scheele, chimiste (° 24 décembre 1742).

- 27 juin : Elisabeth Palm, peintre et graveuse suédoise (° 27 juillet 1756).

- 17 août : Frédéric II de Prusse, roi de Prusse (° 24 janvier 1712).

- 6 septembre : Karl von Ordonez, compositeur et violoniste autrichien (° 19 avril 1734).
- 20 septembre : Louis-Charles-René de Marbeuf, comte de Marbeuf, marquis de Cargèse, gouverneur de la Corse. (° 4 octobre 1712).

- 17 octobre : Johann Ludwig Aberli, peintre et graveur suisse (° 14 novembre 1723).

- 20 décembre : abbé Nicolas Thyrel de Boismont, membre de l'Académie française (° vers 1715).